# John Adams Whipple
Pour les articles homonymes, voir Whipple.
John Adams Whipple (né le 10 septembre 1822, mort le 10 avril 1891 à Cambridge) est un inventeur et photographe américain. Il fut le premier aux États-Unis à fabriquer des produits chimiques utilisés pour les daguerréotypes. Il fut un pionnier de la photographie astronomique et de la photographie de nuit. Il gagna des prix pour ses extraordinaires photographies de la Lune, et il fut le premier à produire des photographies stellaires (l'étoile Vega, ainsi que Castor et Pollux).

## Biographie
Whipple est né à Grafton, de Jonathan et Melinda (Grout) Whipple. Encore enfant, il étudia passionnément la chimie, et lors de l'introduction du procédé de photographie par daguerréotype aux États-Unis (1839-1840), il fut le premier à fabriquer les produits chimiques nécessaires. 
Sa santé ayant été éprouvée par ces travaux, il porta son attention sur la photographie. Il fit son premier daguerréotype lors de l'hiver 1840, « utilisant un verre teinté pour lentille, une boîte à bougie pour chambre noire, et la poignée d'une cuillère en argent comme substitut à une plaque ». Le temps passant, il devint un éminent portraitiste par daguerréotype à Boston. Outre le fait de faire des portraits pour le studio Whipple and Black, Whipple photographia des immeubles dans et autour de Boston, en particulier la maison qu'occupa George Washington en 1775 et 1776 (photographie prise aux environs de 1855, maintenant dans le musée d'art américain Smithsonian).
Whipple se maria avec Elizabeth Mann le 12 mai 1847. Entre 1847 et 1852, Whipple et l'astronome William Cranch Bond, directeur de l'observatoire de Harvard, utilisèrent le grand télescope de Harvard pour produire des images de la Lune, remarquables par la précision des détails et leur esthétique. C'était à l'époque le plus grand télescope du monde, et leurs images leur firent obtenir le prix de l'excellence technique en photographie à l'Exposition universelle de 1851 au Crystal Palace de Londres.
Dans la nuit du 16 au 17 juillet 1850, Whipple et Bond firent le premier daguerréotype de l'étoile Vega. En 1863, Whipple utilisa la lumière électrique pour faire des photographies de nuit du parc Boston Common. 
Whipple était aussi prolifique comme inventeur que comme photographe. Il inventa les daguerréotypes dits crayons et les crystalotypes (daguerréotypes sur verre). Avec son partenaire James Wallace Black, il développa le procédé de tirage sur papier à partir de plaques en verre recouvertes d'albumine (crystalotypes). 

## Collections de ses travaux
- Boston Athenaeum
- Bibliothèque publique de Boston
- George Eastman House
- Université Harvard
- Historic New England
- Massachusetts Historical Society
- Metropolitan Museum of Art
- Smithsonian American Art Museum

## Référence
- (en) Cet article est partiellement ou en totalité issu de l’article de Wikipédia en anglais intitulé « John Adams Whipple » (voir la liste des auteurs).